# Клуникове
Клу́никове — село в Україні, у Ровеньківській міській громаді Ровеньківського району Луганської області. Населення становить 143 особи. Орган місцевого самоврядування — Бобриківська сільська рада.

## Населення
За даними перепису 2001 року населення села становило 143 особи, з них 88,81% зазначили рідною українську мову, 10,49% — російську, а 0,7% — іншу.